# Țară a Coroanei (Austria)
Țările Coroanei (în germană Kronländer) este un termen al cărui sens a variat în timp. În a doua jumătate a secolului al XVIII-lea se numeau Țări ale Coroanei toate posesiunile (țările) Monarhiei Habsburgice. Începând cu 1804 termenul s-a referit la țările care formau Imperiul Austriac ca stat unitar, iar din 1867 a desemnat țările din jumătatea vestică a Dublei Monarhii austro-ungare.
Aceste țări erau regiuni istorice pe care Habsburgii le-au cucerit în Europa Centrală de-a lungul secolelor și peste care au domnit în uniune personală. De-a lungul timpului, termenul de țară a Coroanei a evoluat de la sensul de „loc de onoare” în cadrul posesiunilor Monarhiei Habsburgice (sec. al XVI-lea) la acela de „diviziune administrativă” astfel încât, în a doua jumătate a secolului al XIX-lea, Țările Coroanei prefigurau statele federate – încă puțin suverane – ale unui stat federal.

## Până în 1861
Spre deosebire de statele federate ale unui stat federal contemporan (Canada, Austria, SUA, Elveția, Germania), țările Coroanei Monarhiei Habsburgice nu aveau înainte de 1861 nici un drept constituțional de participare la politica imperiului (fie a Sfântului Imperiu, fie a Imperiului Austriac) ca întreg; posibilitatea de participare a țării la politica imperiului era acordată sau nu fiecărei țări de către împărat. Dietele și autoritățile proprii fiecărei țări, cu particularități politice și juridice dezvoltate de-a lungul timpului, își aveau originea în sistemul feudal dominat de aristocrație. Locuitorii erau subiecți supuși ai stăpânului feudei, nu cetățeni. 
Această stare de fapt a fost schimbată gradual printr-o serie de reforme legislative inițiată de Diploma din octombrie (1860) și continuată de Patenta din februarie (1861) și de Constituția din decembrie (1867).

## Administrație (1867–1918)
Fiecare țară a Coroanei avea un parlament propriu, care iniția legile locale, și un comitet executiv propriu. Contraponderea acestor înstituții era Landeschef-ul, reprezentantul puterii centrale în teritoriu.

## Țările Coroanei austriece din 1867 până în 1918
| \| 1. Regatul Boemiei 2. Ducatul Bucovinei 3. Ducatul Carintia 4. Ducatul Crainei 5. Regatul Dalmației 6. Regatul Galiției și Lodomeriei 7. Comitatul Princiar Gorizia și Gradisca, Margraviatul Istriei și Orașul liber imperial Triest cu regiunea lui 8. Arhiducatul Austriei de sub Enns \| 9. Margraviatul Moraviei 10. Ducatul Salzburg 11. Ducatul Sileziei de Sus și de Jos 12. Ducatul Stiria 13. Comitatul Princiar Tirol 14. Arhiducatul Austriei de peste Enns 15. Vorarlberg (a avut din 1861 propriul parlament, dar era administrat în comun cu Tirolul) 18. Condominiul Bosnia-Herțegovina (provincie administrată și de Viena, și de Budapesta, sub același sceptru) \| | |
| 1. Regatul Boemiei 2. Ducatul Bucovinei 3. Ducatul Carintia 4. Ducatul Crainei 5. Regatul Dalmației 6. Regatul Galiției și Lodomeriei 7. Comitatul Princiar Gorizia și Gradisca, Margraviatul Istriei și Orașul liber imperial Triest cu regiunea lui 8. Arhiducatul Austriei de sub Enns | 9. Margraviatul Moraviei 10. Ducatul Salzburg 11. Ducatul Sileziei de Sus și de Jos 12. Ducatul Stiria 13. Comitatul Princiar Tirol 14. Arhiducatul Austriei de peste Enns 15. Vorarlberg (a avut din 1861 propriul parlament, dar era administrat în comun cu Tirolul) 18. Condominiul Bosnia-Herțegovina (provincie administrată și de Viena, și de Budapesta, sub același sceptru) |